# 柳澤光美
柳澤 光美（やなぎさわ みつよし、1948年5月5日 ‐ ）は、日本の政治家。元参議院議員（2期）。
経済産業副大臣（野田第1次改造内閣・野田第2次改造内閣）、経済産業大臣政務官（野田内閣・野田第1次改造内閣）等を歴任。

## 来歴
長野県東御市八重原生まれ。長野県上田高等学校、成城大学経済学部卒。1973年、株式会社イトーヨーカ堂入社。1992年から同社労働組合中央執行委員長、イトーヨーカドーグループ労働組合連合会会長を務める。
2001年の第19回参議院議員通常選挙に出馬したが、落選。
2004年の第20回参議院議員通常選挙に民主党公認で比例区から再び出馬し、初当選。
2010年の第22回参議院議員通常選挙で再選。同年7月、参議院内閣委員長に就任。同年10月から参議院経済産業委員長。
2011年1月、民主党に設置された自殺対策推進プロジェクトチームで座長を務める。同年9月、野田内閣で経済産業大臣政務官に任命された。2012年1月、野田第1次改造内閣で経済産業大臣政務官に再任。同年2月、復興庁発足に伴う松下忠洋経済産業副大臣の復興副大臣就任に伴い、後任の経済産業副大臣に昇格した。同年6月発足の野田第2次改造内閣でも留任。同年10月、野田第3次改造内閣の発足に伴い退任。
2016年の第24回参議院議員通常選挙には出馬せず、任期限りで政界を引退した。
2018年秋の叙勲で旭日重光章を受章。

## 政策・主張
- 選択的夫婦別姓制度の導入に反対[4]。
- 永住外国人への地方選挙権付与に反対[4]。

## 所属団体・議員連盟
- 国際観光産業振興議員連盟（パチンコ議連）
- 民主党新時代娯楽産業健全育成プロジェクトチーム（事務局次長）